# Ectatoderus annulicornis
Ectatoderus annulicornis är en insektsart som beskrevs av Lucien Chopard 1917. Ectatoderus annulicornis ingår i släktet Ectatoderus och familjen Mogoplistidae. Inga underarter finns listade i Catalogue of Life.